# Iracema (romanzo)
Iracema - Lenda do Ceará, o semplicemente Iracema, è un romanzo brasiliano pubblicato nel 1865 dello scrittore José de Alencar, facente parte della trilogia indianista dell'autore.

## Caratteristiche[2]
Scritto in terza persona, il narratore è onnisciente. L'opera linguistica promossa da Alencar fa rientrare l'opera nel genere della prosa poetica, in quanto l'autore privilegia aspetti legati alla forma della poesia, come il ritmo, l'allitterazione e l'abbondante uso di metafore, confronti e perifrasi.
Il paesaggio è un elemento importante per la narrazione: lo spazio geografico in cui si trova sono le foreste selvagge della costa del Ceará. C'è un apprezzamento del colore locale attraverso l'enfasi sulla bellezza dei paesaggi descritti, una tipica risorsa nazionalista della prima fase del romanticismo. Metafore e confronti mettono in luce le paradisiache terre brasiliane.
Iracema rappresenta gli indigeni sottomessi alla cultura europea e il suo nome è un anagramma per l'America. Martim, a sua volta, rappresenta il guerriero colonizzatore e conquistatore. Il suo nome è associato a Marte, il dio della guerra greco-romano. L'unione tra i due rappresenta la leggenda della creazione del Ceará.

## Sinossi[3]
La storia inizia con il guerriero portoghese Martim Soares Moreno, amico degli indiani Pitiguaras, che abitava la costa, perdendosi nei boschi. Là fu trovato da Iracema, la splendida vergine, figlia dello sciamano Araquém, della tribù dei tabajaras, abitanti dell'interno della regione. il grande capo Irapuã, che li guiderà in una lotta contro i pitiguaras, e Martim ha deciso di fuggire, quella stessa notte. Iracema lo fermò, chiedendogli di aspettare il ritorno del fratello Caubi, che avrebbe potuto guidarlo attraverso i boschi.
I due si innamorano presto, ma la situazione si complica, poiché anche Irapuã era innamorato dell'India e cerca di uccidere Martim quando stava lasciando il villaggio, dopo aver scoperto che Iracema, essendo figlia dello sciamano e custode del segreto del jurema, deve restare single. .
Quando Martim decide di andarsene per sfuggire a Irapua e ai tabajara, Iracema gli rivela la verità ed è disposto a seguirlo. I due partirono per incontrare Poti, capo delle pitiguara, che considerava Martim suo fratello. Sono stati seguiti da Irapuã e dai tabajara, che ha portato al conflitto tra le due tribù opposte. Nonostante la sconfitta del suo popolo e la morte di molti dei suoi, Iracema segue Martim e inizia a vivere con lui nella tribù dei Poti.
Con il tempo, però, Martim si disinteressa della moglie, sembra sentire la mancanza della civiltà da cui proviene, ma sa che non può andare lì e portare con sé Iracema. Nel frattempo, il guerriero bianco - che ha adottato il nome indigeno di Coatiabo - affronta diverse battaglie, mentre Iracema rimane incinta di suo figlio. Dopo un po 'di tempo, Iracema ha un figlio, chiamato Moacir, che significa figlio della sofferenza.
L'India è estremamente debole. Aveva solo la forza di consegnare suo figlio a suo padre e chiedergli di seppellirla ai piedi di un albero di cocco che amava così tanto. Il luogo in cui fu sepolta Iracema venne chiamato Ceará - secondo la tradizione, Ceará significa canto della jandaia, l'uccello domestico di Iracema. Dopo la perdita di Iracema, Martim torna in patria con suo figlio. Quattro anni dopo, è tornato di nuovo in Brasile, dove ha contribuito a impiantare la fede cristiana, convertendo Poti, che ha ricevuto il nome di Felipe Camarão.

## Personaggi
- Iracema.
- Martim.
- Araquém.
- Irapuã.
- Caubi.
- Andira.
- Moacir.
- Japi.
- Poti.
- Jacaúna.
- Batuirité.